# Moby Dick (glazbeni sastav)
 Ovo je glavno značenje pojma Moby Dick (glazbeni sastav). Za druga značenja pogledajte Moby Dick (razdvojba).
Moby Dick je srpski i jugoslavenski pop-dance sastav. Imenovana je po romanu američkog književnika Hermana Melvillea, "Moby Dick".
Osnovana je 1992. u Beogradu, a osnivač je Srđan Čolić. Do 1997. godine je pored Srđana Čolića članica grupe bila i Ana Stanić, a od 1998. Aleksandra Perović. Grupa je objavila pet albuma i dvije kompilacije.

## Povijest
Moby Dick je osnovan 1992. kao sastav od 6 članica. Nakon pridruženja Ane Stanić, sastav se pretvara u duet. Prvi studijski album Kreni! je objavljen 1994. godine. 1995. slijedi drugi album Moby Dick koji je s više od 200.000 prodanih ploča najuspješniji album grupe. Album sadrži hitove kao Nema nas vise, Brate prijatelju, Zar nije te stid, Bacila si čini i kontroverznu pjesmu Kralj Kokaina, koja je djelomično bila zabranjena strane televizijskih i radijskih postaja. Treći album Nostalgija je objavljen 1997. godine. 1998., Ana Stanić napušta grupu, pridružuje se Aleksandra Perović. 
Srđan Čolić i Aleksandra Perović su zajedno snimili dva albuma: IV (1998.) i Hotelska soba (2001.).

## Diskografija

### Albumi
- Kreni! (1994.)
- Moby Dick (1995.)
- Nostalgija (1997.)
- IV (1998.)
- Hotelska soba (2001.)

### Kompilacije
- Top 20 (2003.)
- Retro kolekcija (2009.)

## Vanjske poveznice
- Moby Dick na Discogs-u